# Список послов СССР и России в Лесото
В статье представлен список послов СССР и России в Королевстве Лесото.

## Хронология дипломатических отношений
- 1 февраля 1980 г. — установлены дипломатические отношения на уровне посольств.
- В 1980—1985 гг. — дипломатические отношения осуществлялись через посольство СССР в Мозамбике.
- С 1992 г. — дипломатические отношения осуществляются через посольство России в ЮАР.

## Список послов
| Срок полномочий                   | Посол                        | Годы жизни | Вручение верительных грамот | Комментарии         |
| --------------------------------- | ---------------------------- | ---------- | --------------------------- | ------------------- |
| СССР                              |                              |            |                             |                     |
| 24 апреля 1983 — 2 апреля 1985    | Юрий Фаддеевич Сепелёв       | 1930—2012  | 9 июня 1983                 | По совместительству |
| 2 апреля 1985 — 12 октября 1988   | Владимир Иванович Гаврюшкин  | 1924—2003  |                             |                     |
| 12 октября 1988 — 10 октября 1990 | Юрий Семёнович Капралов      | род. 1943  |                             |                     |
| 7 декабря 1990 — 25 декабря 1991  | Анатолий Ашотович Мкртчян    | 1931—2011  |                             |                     |
| Российская Федерация              |                              |            |                             |                     |
| 25 декабря 1991 — 2 ноября 1992   | Анатолий Ашотович Мкртчян    | 1931—2011  |                             |                     |
| 31 декабря 1992 — 8 августа 1997  | Евгений Петрович Гусаров     | род. 1950  |                             | По совместительству |
| 8 августа 1997 — 28 ноября 2000   | Вадим Борисович Луков        | род. 1953  |                             | По совместительству |
| 28 марта 2001 — 22 июня 2006      | Андрей Анатольевич Кушаков   | 1952—2012  |                             | По совместительству |
| 22 июня 2006 — 20 февраля 2012    | Анатолий Анатольевич Макаров | род. 1951  |                             | По совместительству |
| 2 апреля 2012 — 3 июля 2019       | Михаил Иванович Петраков     | род. 1959  |                             | По совместительству |
| 17 июля 2019 — 6 сентября 2024    | Илья Игоревич Рогачёв        | род. 1962  | 5 декабря 2019              | По совместительству |
| 6 сентября 2024 — наст. время     | Роман Евгеньевич Амбаров     | род. 1968  |                             | По совместительству |